# 尼科利斯科耶 (托斯诺区)
59°42′N 30°47′E / 59.700°N 30.783°E
尼科利斯科耶 （俄语：Нико́льское）是俄羅斯列寧格勒州的一個城市，位於聖彼得堡東南40公里的托斯諾河畔。2002年人口為17,309人。
1710年建立。1990年設市。